# アレクサンデル・カノルト
アレクサンデル・カノルト（Alexander Kanoldt、1881年9月29日 - 1939年1月24日）はドイツの画家である。ベルリンの美術アカデミーで教授を務めた。

## 略歴
カールスルーエで生まれた。カールスルーエの美術学校でシュルト(Ernst Schurth) やフリードリヒ・フェールに学んだ。美術学校では画家のアドルフ・エルプスレー(Adolf Erbslöh:1881 - 1947)と知り合い、生涯を通じて友人になった。1909年にエルプスレーとマリアンネ・フォン・ヴェレフキンとアレクセイ・フォン・ヤウレンスキーが立ち上げて、ワシリー・カンディンスキー、ガブリエレ・ミュンターらも会員となった「ミュンヘン新芸術家協会」の創立メンバーに加わった。1911年にこの協会から前衛画家のグループ「青騎士」が生まれた。1913年に「ミュンヘン分離派」が分裂してできた、「ミュンヘン新分離派」(Münchener Neue Secession)にも加わった。第一次世界大戦が始まると予備役の将校として働いた。
第一次世界大戦後はゲオルク・シュリンプフとともに活動し、「マジックリアリズム」（幻想的リアリズム）の代表的な画家になった。
イタリアにアドルフ・エルプスレーとともに長く滞在し、多視点で描いた建物のある風景画なども描いた。1925年にマンハイムで開かれた「マジックリアリズム」の画家たちの展覧会に参加し、マックス・ベックマンとともに最も多くの作品を出展した。1925年から1931年の間はヴロツワフの美術学校の教授を務めた。1927年からはバーデンの分離派のメンバーで1932年からはミュンヘンの美術家グループ「Die Sieben」のメンバーだった。
1932年に国民社会主義ドイツ労働者党(ナチス）の党員になった。ナチスがドイツで権力を握った後、ベルリン芸術アカデミーの教授になった。 1936年に健康上の理由でベルリンの教授を辞めることになった。
1932年にエルプスレーとミュンヘン新芸術家協会の創設25年を記念して、第4回にあたるミュンヘン新芸術家協会の展覧会を企画したが実現しなかった。この時代はナチスが政権を掌握していて、ミュンヘン新芸術家協会の元メンバーたちの作品は「退廃芸術」として排除されようとしていた。 ナチ党員であったこともカノルトの作品が「退廃芸術」に指定されることを防げず、1937年に展覧会から除外され、作品は没収された。

## 作品

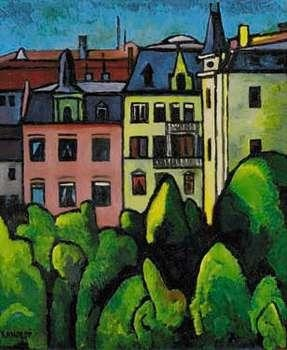
「陽光」 1918
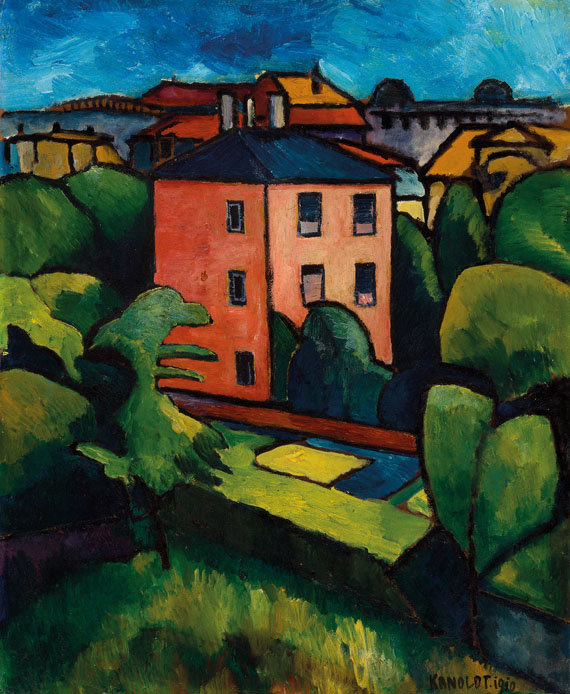
「赤い家」1910
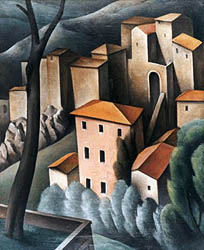
「オレーヴァノ・ロマーノ」 1927
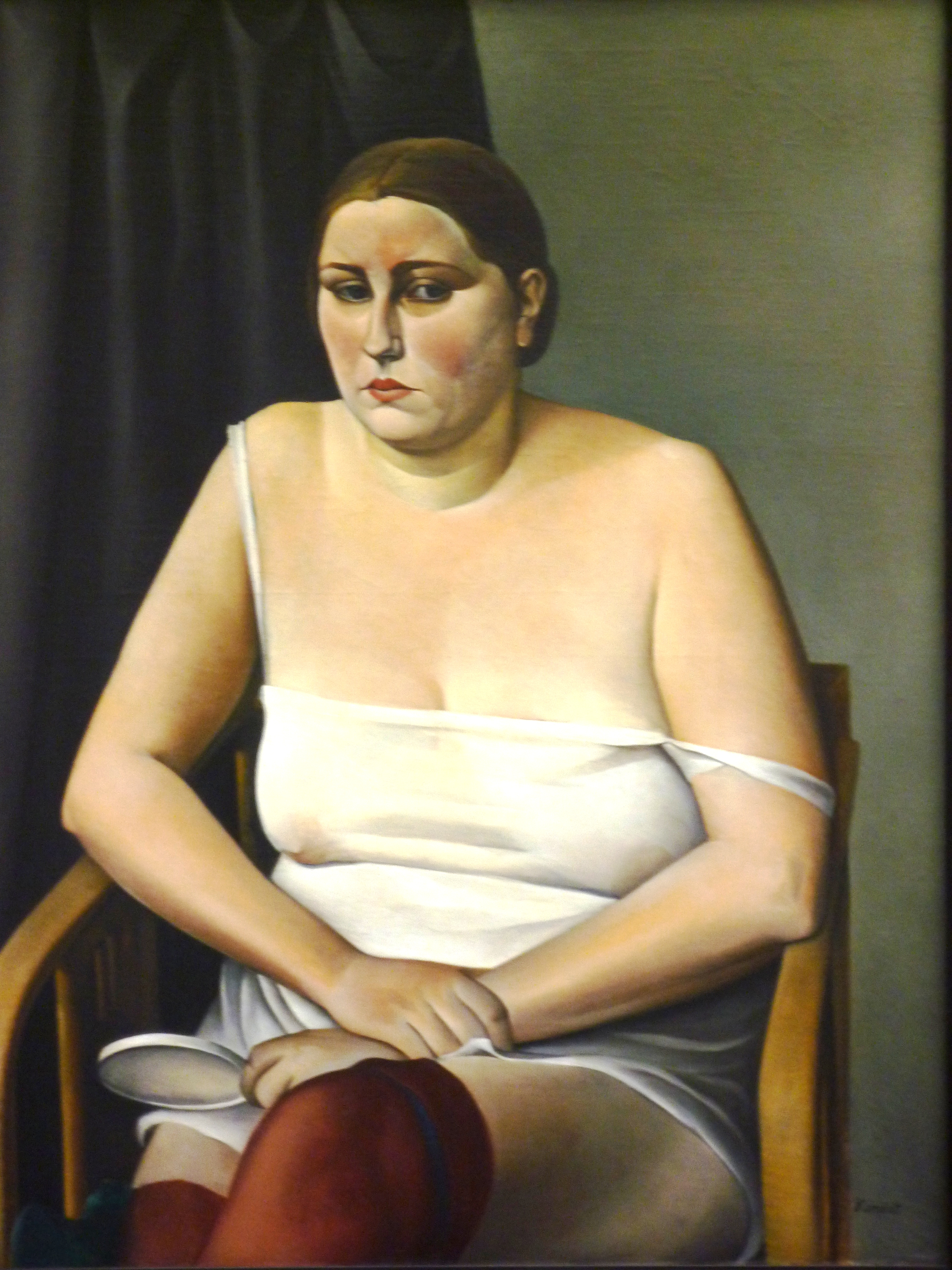
「下着の女」 1926
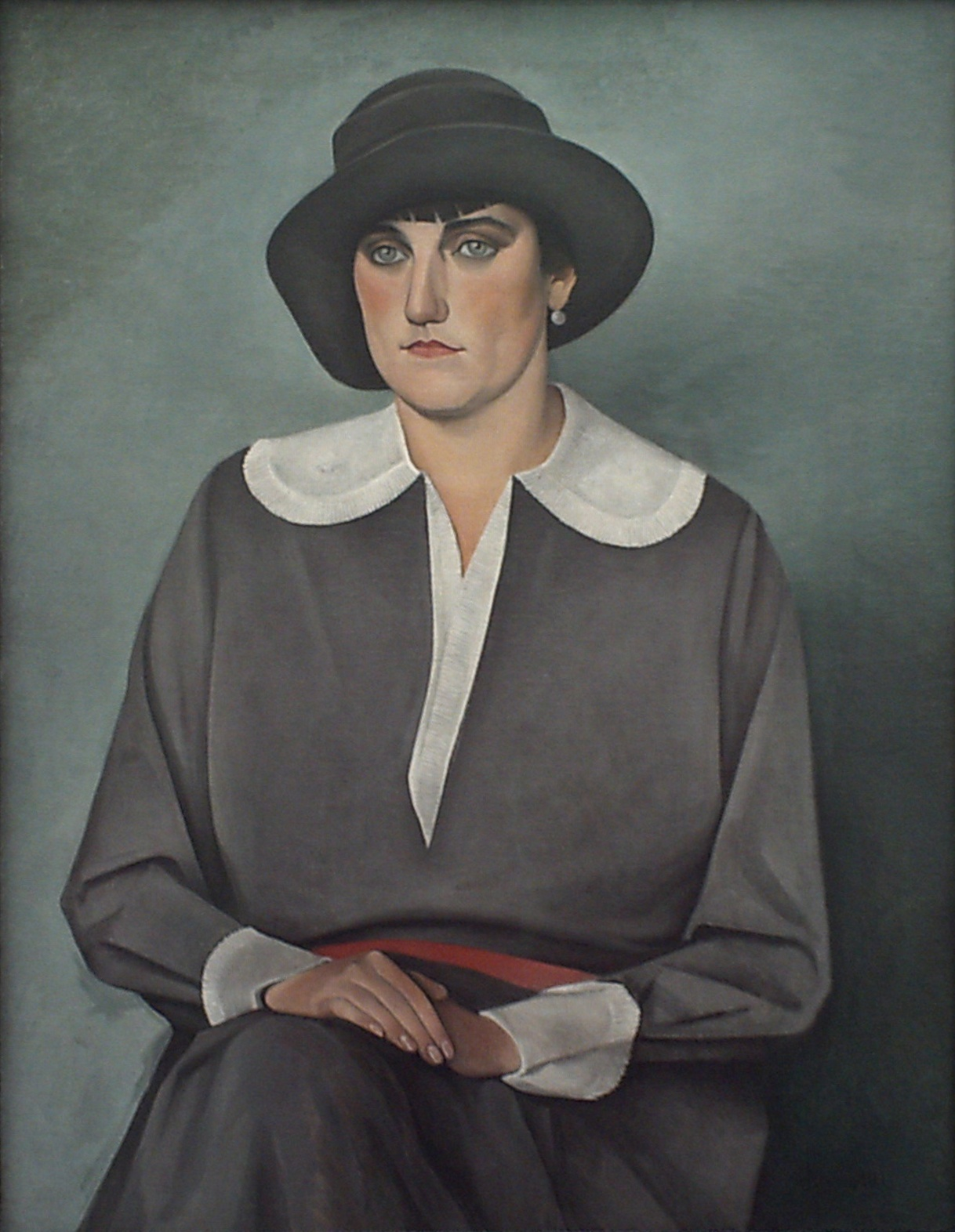
「赤いベルトの女」 1929
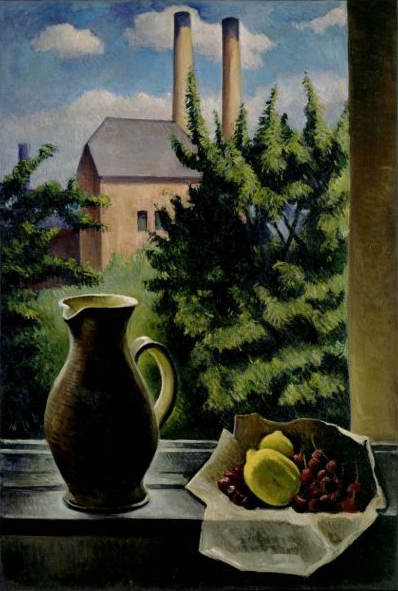
「窓辺の静物」 1936
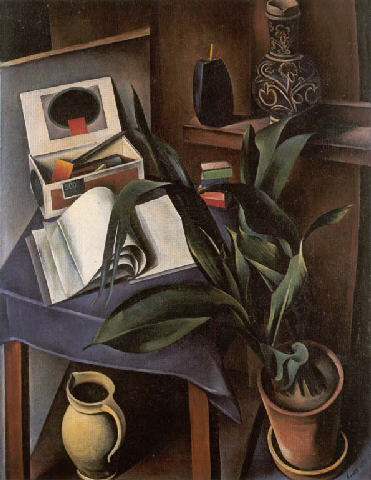
静物画 II, 1922

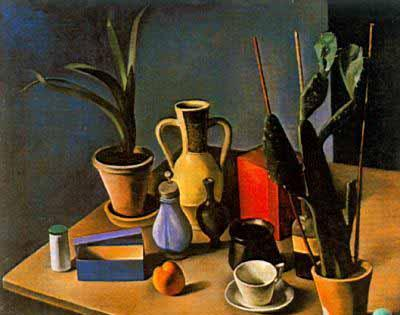
花瓶のある静物画 1922
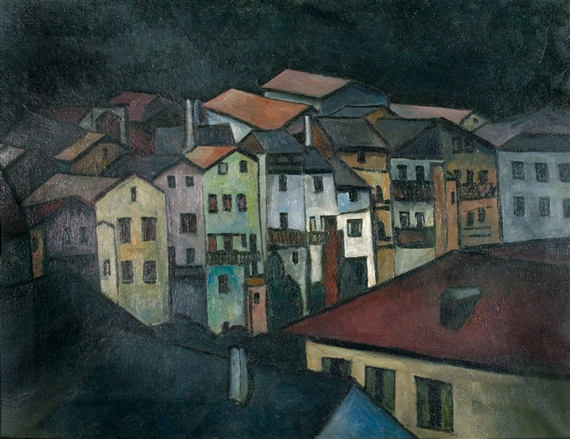
谷間の村 II (Klausen), 1920
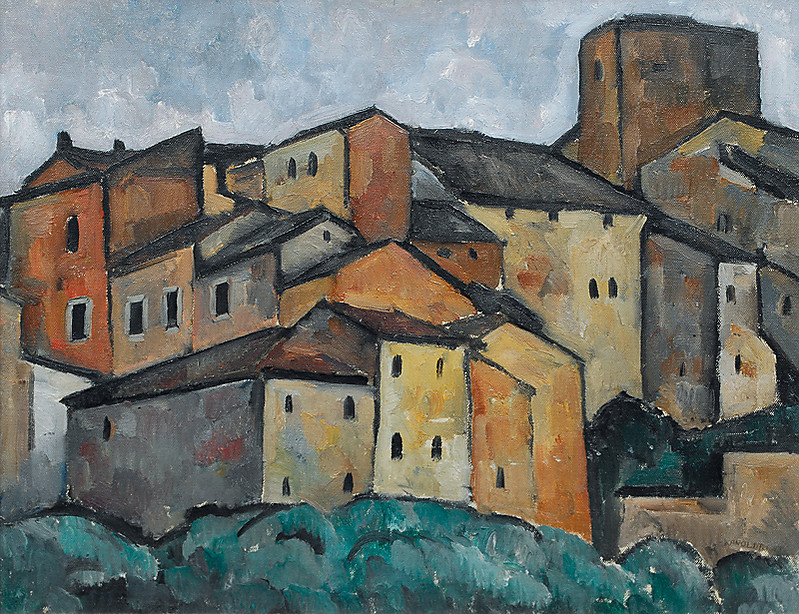
サン・ジミニャーノ, 1913